# Alexandrina Bira
Alexandrina Bira (Bucarest, 7 febbraio 1955) è un'ex cestista rumena.

## Carriera
Con la Romania ha disputato due edizioni dei Campionati europei (1978, 1983).